# Redakai: Conquer the Kairu
Redakai: Conquer the Kairu (no Brasil, Redakai: Domínio Kairu e em Portugal, Redakai: Conquistar o Kairu) é um desenho animado produzido pela Zodiak Entertainment e Marathon Media (a mesma de Três Espiãs Demais e Gormiti).
No Brasil o desenho estreou na Cartoon Network no dia 6 de janeiro de 2012 Em Portugal, o desenho estreou na SIC no dia 28 de agosto de 2011 ao dia 28 de agosto de 2012, depois foi exibido pelo Panda Biggs desde 21 de janeiro de 2012.

## Sinopse
Redakai conta a história de Kai, Maya e Bommer, conhecidos como Equipe Stax, três estagiários de Kairu,  adolescentes com 15 anos, selecionados entre vários estudantes e colocados em uma corrida global contra o tempo e contra times de adolescentes altamente treinados . Sua missão? Encontrar a energia Kairu antes de todos e salvar o universo.

## Personagens

### Heróis
Equipe Stax:
Ky: Ky é o lider da equipe Stax e o filho do guerreiro Kairu Connor, ele é carismático, destemido, impulsivo e talentoso guerreiro Kairu.Alguns dos monstros em que Ky se transforma são os poderosos Metanoid e  Metanoid platinado.Ky é o atual número um no rank dos guerreiros Kairu.
Maya:Maya é a intelegente adolescente membra da Equipe Stax, ela tem a capacidade de detectar a energia Kairu, habilidade muito útil nas aventuras de sua equipe.Alguns dos Monstros em que Maya se transforma são Harrier e Harrier platinado.Maya é neta de Lokar, o principal antagonista da série.
Boomer:Boomer é o mais engraçado membro da equipe Stax.Seu senso de humor é o equilíbrio perfeito entre a impetuosidade de Ky e o motivo de Maya.Alguns dos monstros em que Boomer se transforma são o Froztok e Froztok platinado.

## Aliados
Mestre Baoddai: Mestre Baoddai é o mentor da Equipe Stax que passa lições e conselhos para a equipe.Em um determinado episódio da série, demonstrou ser um poderoso Mestre Kairu ao conseguir contragolpear o ataque mais poderoso de Lokar.
Mookee: Mookee é o divertido cozinheiro do Monastério.
Connor: Um antigo guerreiro kairu e o pai de Ky, Connor deixou Ky no Monastério quando ele era criança e desde então,desapareceu.Reaparece no final da primeira temporada.
Ekayon: Ekayon é o melhor aluno do Mestre Atochi aparece em três episódios da primeira temporada.
Redakai: O redakai é um grupo formado por mestres Kairu que ajuda a restaurar o equilíbrio do universo.

## Vilões
Lokar: Lokar é o principal antagonista da série; ele já foi um redakai, mas ele decidiu usar a energia kairu para vantagem própria ao invés de usá-la para defender o universo.

### Equipe Bettacor
Zylus:A equipe Bettacor é uma das equipes que frequentemente enfrenta a equipe Stax,seu lider é o confiante Zylus.Muitas vezes sua autoconfiança causa o uso excessivo de seus ataques.Seu Monstro preferido é o Magnox.
Rynoh:Rynoh é o nutricionista e personal trainer da equipe Bettacor,ele sabe muito sobre esportes e nutrição,porém sabe pouco a respeito de qualquer outro assunto.Seu Monstro mais forte é o Spykor.
Bash:Ele é o membro maior e mais violento da equipe Bettacor, é um completo valentão , entretanto muitas vezes demonstra sinais de medo e covardia.Seu monstro mais usado é o Drudger.

### Equipe Imperiaz
Princesa Diara:A equipe Imperiaz é possivelmente a equipe que dá menos trabalho a equipe Stax.Pricesa Diara é a confiante líder dessa equipe,após as derrotas sempre põe a culpa em seus irmãos,membros da equipe.Apesar de não ser má, trabalha para Lokar, devido ao rapto de seus pais. Seu monstro mais usado é a Víbora Guerreira.
Koz:Koz é o mais velho dos irmão imperiaz,sendo também o mais sensato, arquiteta os planos da equipe(porém Diara leva o crédito).O monstro que Koz mais gosta é o Grindoid.
Teeny:Teeny é a mais nova dos irmãos Imperiaz,e a que possivelmente mais odeia o comportamento mimado de Diara.Seu monstro é Warnet.

### Equipe Radikor
Zane:O líder dos Radikor e o único  guerreiro de Lokar que é capaz de derrotar Ky numa batalha mano-a-mano,sempre confiante na vitória Zane não tem medo de jogar sujo.Mostrou uma grande rivalidade com Ky ao longo da série.Seu monstro preferido é o poderoso Bruticon.
Zair:Zair é a irmã mais nova de Zane,ela é inteligente como Maya porém malvada,nunca teve medo de desafiar a autoridade do irmão.Tem um quedinha pelo Ky.Seu monstro mais forte é Cyonis.
Techirs:Techris detesta ser batido e faz de tudo para que isso não aconteça,ele é o membro dos radikors que mais usa força bruta.Usa muito o monstro Silverbaxx.

### Equipe Hiverax
Hexus:O Líder da Equipe Hiverax, utiliza apenas golpes de força vermelhos e juntos com seus irmãos se transforma em Hydrax.Seu monstro é Wrendrax
Vexus:O Mais Rapido dos Hiverax, utiliza apenas golpes rapidos verdes e junto com seus dos irmãos e seus monstros, eles se transformam em Hydrax.Seu monstro é Fangrax
Nexus:O Mais inteligente da equipe Hiverax, utiliza apenas golpes mentais azuis e junto com seus outros irmãos se transformam em Hydrax.Seu monstro é Neurax